# Xylophanes tersa
Xylophanes tersa (tersa sphinx) é uma mariposa da família Sphingidae. É encontrada desde os Estados Unidos e México, na América do Norte, passando pela América Central e, finalmente, do Sul em países como Bolívia, Paraguai, Argentina e Brasil; em situações excepcionais pode ser vista tão ao norte quanto no Canadá.

## Etimologia
O nome do gênero deriva do grego, onde xylo quer dizer madeira e phanes remete à divindade primordial Fanes, que surgiu do ovo cósmico e simboliza a luz que brotou do caos original, com asas de ouro; já o nome tersa deriva do latim e significa algo como "terra seca" e deve decorrer da coloração marrom das asas anteriores.

## Descrição e características
Sua reprodução e ciclo de vida provavelmente varia de acordo com o clima do lugar; os adultos têm hábitos crepusculares e noturnos e os machos são mais atraídos por armadilhas luminosas do que as fêmeas, que os atraem por meio de um feromônio liberado por uma glândula situada na parte final do abdome.
As larvas (cuja coloração pode ser verde a marrom) possuem uma cabeça e três segmentos torácicos que podem ser recolhidos para o segmento abdominal, de forma a inchá-lo fazendo sobressair um par de pontos como anéis a imitar olhos.